# Piotruś Pan (komiks)
Piotruś Pan (tytuł oryginału: Peter Pan) – francuska seria komiksowa autorstwa  Régisa Loisela, swobodnie wykorzystująca wątki z powieści Jamesa Matthew Barriego pod tym samym tytułem. Seria ukazała się w sześciu tomach w latach 1990–2004 nakładem wydawnictwa Vents d’Ouest. Po polsku opublikowało ją wydawnictwo Egmont Polska.

## Treść i charakterystyka
Seria ukazuje wydarzenia poprzedzające fabułę pierwowzoru książkowego. Brutalny i realistycznie ukazany świat Londynu końca XIX wieku nie różni się w nim wiele od Nibylandii, w której zamieszkują chłopcy pozbawieni pamięci. Seria pozostawia wiele niedomówień dotyczących tożsamości Piotrusia Pana, jego dzieciństwa w Londynie i powiązań z kapitanem Hakiem.

## Tomy
| Tom | Tytuł i rok wydania polskiego | Tytuł i rok wydania oryginalnego |
| --- | ----------------------------- | -------------------------------- |
| 1   | Londyn (2001)                 | Londres (1990)                   |
| 2   | Opikanoba (2001)              | Opikanoba (1992)                 |
| 3   | Sztorm (2002)                 | La Tempête (1994)                |
| 4   | Czerwone ręce (2002)          | Mains rouges (1996)              |
| 5   | Hak (2003)                    | Crochet (2002)                   |
| 6   | Losy (2005)                   | Destins (2004)                   |